# Liste der Seleukidenherrscher
Diese Liste der Seleukidenherrscher enthält die Herrscher des antiken Seleukidenreiches und deren verwandtschaftliche Beziehungen.

## Seleukidische Herrscher
| Bild | Name Beiname (Lebensdaten)                                                                  | Regierungszeit  | Verwandtschaft                                   | Anmerkungen |
| ---- | ------------------------------------------------------------------------------------------- | --------------- | ------------------------------------------------ | --- |
|      | Seleukos I. Nikator (* um 358 v. Chr.; † 281 v. Chr.)                                       | 305–281 v. Chr. |                                                  | Unterstützte in der Zeit nach dem Tod Alexanders des Großen verschiedene der Diadochen, bevor er sich seinen eigenen Herrschaftsbereich sicherte und das Seleukidenreich begründete. |
|      | Antiochos I. Soter (* 324 v. Chr.; † 261 v. Chr.)                                           | 281–261 v. Chr. | Sohn von Seleukos I.                             | War ab 294 v. Chr. Mitregent seines Vaters und beherrschte die Länder jenseits des Euphrat. |
|      | Antiochos II. Theos (* 286 v. Chr.; † 246 v. Chr.)                                          | 261–246 v. Chr. | Sohn von Antiochos I.                            | Sicherte Kleinasien, versuchte erfolglos sich in Thrakien festzusetzen und verlor Baktrien und Parthien. Wurde von seiner ersten Frau Laodike vergiftet. |
|      | Seleukos II. Kallinikos (* 265 v. Chr.; † 226 v. Chr.)                                      | 246–226 v. Chr. | Sohn von Antiochos II.                           | Wurde von seiner Mutter Laodike zum König ausgerufen, verlor Syrien, Mesopotamien und Kleinasien. |
|      | Seleukos III. Keraunos oder auch Soter (* 243 v. Chr.; † 223 v. Chr.)                       | 226–223 v. Chr. | Sohn von Seleukos II.                            | Wurde nach dem Tod seines Vaters zum König ausgerufen. v. Chr. während eines Feldzuges in Kleinasien von den eigenen Soldaten ermordet. |
|      | Antiochos III. der Große (* 242 v. Chr.; † 187 v. Chr.)                                     | 223–187 v. Chr. | Sohn von Seleukos II.                            | Konsolidierte seine Macht und gewann viele verlorene Gebiete zurück. Geriet als erster Seleukide in Konflikt mit dem Römischen Reich und verlor im Römisch-Syrischen Krieg die Kontrolle über das westliche Kleinasien. |
|      | Molon († 220 v. Chr.)                                                                       | 222–220 v. Chr. |                                                  | War vorher Satrap von Medien. Versuchte die Schwache Stellung Antiochos III. auszunutzen und erklärte sich zum König von Babylonien, konnte sich jedoch nicht halten. |
|      | Achaios († 213 v. Chr.)                                                                     | 220–213 v. Chr. | Neffe Seleukos II., Cousin Antiochos III.        | Ließ sich 220 v. Chr. von seinen Soldaten in Kleinasien zum König ausrufen, musste Pläne zum Marsch auf die Hauptstadt jedoch aufgeben da die Soldaten ihm in diesem Falle die Gefolgschaft zu verweigern drohten. Wurde von Antiochos III. anfangs gewähren gelassen da dieser sich anderen Fronten zuwandte. Wurde 213 v. Chr. nach der Eroberung seiner Hauptstadt Sardes ermordet. |
|      | Seleukos IV. Philopater († 175 v. Chr.)                                                     | 187–175 v. Chr. | Sohn von Antiochos III.                          | War seit 189 v. Chr. Mitregent seines Vaters. Litt während seiner gesamten Regierungszeit unter schweren Finanznöten und ließ deshalb den Tempelschatz von Jerusalem rauben. |
|      | Antiochos IV. Epiphanes (* 215 v. Chr.; † 164 v. Chr.)                                      | 175–164 v. Chr. | Sohn von Antiochos III., Bruder von Seleukos IV. | Lebte vierzehn Jahre als politische Geisel in Rom, danach in Athen wo er sich in Opposition zu seinem Bruder stellte. Übernahm nach dessen Tod den Thron. Eine Vereinigung seines Reiches mit dem ptolemäischen Ägypten wurde von Rom verhindert. Führte als letzter Seleukidenherrscher einen Feldzug ins innere Asien, welcher scheiterte. Starb auf dem Rückmarsch.                 |
|      | Antiochos V. Eupator (* 173 v. Chr.; † 162 v. Chr.)                                         | 164–162 v. Chr. | Sohn von Antiochos IV.                           | Herrschte aufgrund seines jungen Alters durch einen Regentschaftsrat. Wurde nach der Rückkehr des Demetrios aus der Geiselhaft in Rom ermordet. |
|      | Demetrios I. Soter († 150 v. Chr.)                                                          | 162–150 v. Chr. | Sohn von Seleukos IV.                            | Lebte von 178 v. Chr. bis 162 v. Chr. als Geisel in Rom, bevor er in das Seleukidenreich zurückkehrte und seinen Vorgänger ermorden ließ. Versuche verlorengegangene Gebiete zurückzuerobern waren nur mäßig erfolgreich. Nach mehreren gescheiterten Versuchen wurde er 150 v. Chr. gestürzt und ermordet.                                                                            |
|      | Alexander I. Balas (* vor 153 v. Chr.; † 145 v. Chr.)                                       | 150–145 v. Chr. |                                                  | Wurde als angeblicher Sohn Antiochos’ IV. ausgegeben und erhielt die Unterstützung Roms für seinen Thronanspruch. Konnte zwischen 152 v. Chr. und 150 v. Chr. die Herrschaft erringen. Wurde aufgrund umfassender Ausschweifungen 145 v. Chr. gestürzt und ermordet. |
|      | Demetrios II. Theos Nikator Philadelphos (* vor 160 v. Chr.; † 125 v. Chr.)                 | 145–139 v. Chr. | Sohn von Demetrios I.                            | Hatte nach seiner Machtergreifung mit mehreren internen Aufständen zu kämpfen, wurde 139 v. Chr. von den Parthern gefangen genommen. |
|      | Antiochos VI. Dionysos (* um 148 v. Chr.; † ca. 142 v. Chr.)                                | 144–142 v. Chr. | Sohn von Alexander I. und Kleopatra Thea         | Wurde von Diodotos Tryphon zum Gegenkönig zu Demetrios II. ernannt, starb um 142 v. Chr. jedoch. |
|      | Diodotos Tryphon († 138 v. Chr.)                                                            | 142–138 v. Chr. |                                                  | Übernahm nach dem Tod des von ihm eingesetzten Antiochos VI. selbst den Thron, wurde jedoch durch Demetrios II. und Antiochos VII. beständig zurückgedrängt, bevor er sich 138 v. Chr. das Leben nahm. |
|      | Antiochos VII. Euergetes oder auch Sidetes († 129 v. Chr.)                                  | 138–129 v. Chr. | Sohn von Demetrios I., Bruder von Demetrios II.  | Schlug den Usurpator Diodotos Tryphon und die aufständischen Juden, wurde während eines großen Feldzuges gegen die Parther getötet. |
|      | Demetrios II. Theos Nikator Philadelphos (* vor 160 v. Chr.; † 125 v. Chr.)                 | 129–125 v. Chr. | Sohn von Demetrios I.                            | Wurde während des Feldzuges seines Bruders freigelassen, trat nach dessen Tod seine zweite Amtszeit an. Herrschte nur über Teile des Reiches und wurde nach der Einmischung in einen innerägyptischen Krieg von Alexander II. gestürzt. |
|      | Alexander II. Zabinas († 123 v. Chr.)                                                       | 129–123 v. Chr. |                                                  | Angeblicher Sohn Alexanders I., wurde von Ptolemaios VIII. als Gegenkönig zu Demetrios II. aufgebaut und von Antiochos VIII. gestürzt. |
|      | Seleukos V. Philometer († 125 v. Chr.)                                                      | 126–125 v. Chr. | Sohn von Demetrios II.                           | Regierte nach der Ermordung Demetrios II. gemeinsam mit seiner Mutter Kleopatra Thea, wurde 125 v. Chr. von dieser jedoch ermordet. |
|      | Kleopatra Thea Euergetis (* vor 165 v. Chr.; † 121 v. Chr.)                                 | 125–121 v. Chr. | Tochter von Ptolemaios VI.                       | Regierte anfangs gemeinsam mit Seleukos V., nach dessen Ermordung als Vormund für Antiochos VIII. |
|      | Antiochos VIII. Epiphanes Philometor Kallinikos (* ca. 141 v. Chr.; † 96 v. Chr.)           | 121–96 v. Chr.  | Sohn von Demetrios II.                           | Regierte anfangs mit seiner Mutter Kleopatra Thea, ließ diese jedoch ermorden, nachdem sie ihn zu töten versucht hatte. Führte ab 116 v. Chr. Krieg gegen seinen Halbbruder Antiochos IX. |
|      | Antiochos IX. Eusebes Kyzikenos († 96 v. Chr.)                                              | 116–96 v. Chr.  | Sohn von Antiochos VII.                          | Führte ab 116 v. Chr. Krieg gegen seinen Halbbruder Antiochos VIII. um den Thron. Hat sich wahrscheinlich 96 v. Chr. mit diesem auf eine gemeinsame Herrschaft geeinigt, wurde jedoch von einem Sohn Antiochos VIII., Seleukos VI., ermordet. |
|      | Seleukos VI. Epiphanes Nikator (* ca. v. Chr.; † 95 v. Chr.)                                | 96–95 v. Chr.   | Sohn von Antiochos VIII.                         | Übernahm nach dem Tod seines Vaters den Thron und besiegte seinen Onkel und Mitregenten Antiochos IX., wurde jedoch 95 v. Chr. nach Niederlagen gegen Antiochos X. in Mopsuestia ermordet. |
|      | Antiochos XI. Eusebes oder auch Philadelphos (* um 115 oder 113 v. Chr.; † 92 v. Chr.)      | 95–92 v. Chr.   | Sohn von Antiochos VIII.                         | Führte Bürgerkrieg gegen seine vier Brüder |
|      | Demetrios III. Eukairos, Theos, Philopator oder auch Soter (* um 115 v. Chr.; † 88 v. Chr.) | 95–88 v. Chr.   | Sohn von Antiochos VIII.                         | Führte Bürgerkrieg gegen seine vier Brüder |
|      | Antiochos XII. Dionysos Epiphanes Philopator Kallinikos (* um 115 v. Chr. † 84 v. Chr.)     | 87–84 v. Chr.   | Sohn von Antiochos VIII.                         | Führte Bürgerkrieg gegen seine vier Brüder |
|      | Antiochos X. Eusebes Philopator († 83 v. Chr.)                                              | 95–83 v. Chr.   | Sohn von Antiochos IX.                           | Führte Bürgerkrieg gegen seine vier Vettern |
|      | Philipp I. Philadelphos (* um 115 oder 113 v. Chr.; † 83 v. Chr.)                           | 95–83 v. Chr.   | Sohn von Antiochos VIII.                         | Führte Bürgerkrieg gegen seine vier Brüder |
|      | Tigranes der Große (* um 140 v. Chr. † 55 v. Chr.)                                          | 83–69 v. Chr.   | Sohn von Tigranes I.                             | War König Großarmeniens und konnte seinen Herrschaftsbereich ab 83 v. Chr. über das Seleukidenreich ausdehnen. Musste sich während eines Krieges mit Rom im Jahr 69 v. Chr. aus diesem jedoch wieder zurückziehen. |
|      | Antiochos XIII. Philadelphos Asiatikos (* 85 v. Chr. † 64 v. Chr.)                          | 69–64 v. Chr.   | Sohn von Antiochos X.                            | Klientelkönig Roms |
|      | Philipp II. Philorhomaios oder auch Barypos (* ca. 95 v. Chr. † ca. 56 v. Chr.)             | 69–63 v. Chr.   | Sohn von Philipp I.                              | Hielt nach dem Tod seines Vaters Gebiete in Kilikien gegen Tigranes, war später ein Klientelkönig Roms und letzter König der Seleukiden |

## Verwandtschaftliche Beziehungen
Seleukos I. Nikator ⚭ Stratonike I.
Antiochos I. Soter oder Keraunos
Antiochos II. Theos ⚭ 1. Laodike, ⚭ 2. Berenike die Jüngere
Seleukos II. Kallinikos
Seleukos III. Soter (Keraunos)
Antiochos III. der Große
1. Seleukos IV. Philopator
Demetrios I. Soter
1. Demetrios II. Nikator ⚭ 146 v. Chr. Kleopatra Thea
Seleukos V. Philometor
Antiochos VIII. Epiphanes/Kallinikos/Philometor (Grypos) ⚭ 1. 124/123 v. Chr. Tryphaina, ⚭ 2. 103 v. Chr. Kleopatra Selene
1. Seleukos VI. Epiphanes
2. Antiochos XI. Epiphanes oder Philadelphos
3. Philipp I. Epiphanes Philadelphos
Philipp II. Philorhomaios (Barypos)
4. Demetrios III. Theos Philopator (Eukairos)
5. Antiochos XII. Dionysos Epiphanes
2. Antiochos VII. Euergetes (Sidetes) ⚭ 138 v. Chr. Kleopatra Thea
Antiochos IX. Eusebes Philopator (Kyzikenos) ⚭ 1. NN, ⚭ 2. 113 v. Chr. Kleopatra IV., ⚭ 3. 96 v. Chr. Kleopatra Selene
Antiochos X. Eusebes Philometor ⚭ 95/94 Kleopatra Selene
Antiochos XIII. Philadelphos
Seleukos VII. Philometor
2. Antiochos IV. Epiphanes
Antiochos V. Eupator
Alexander I. Balas (angeblich illegitimer Sohn Antiochos’ IV.) ⚭ 150 v. Chr. Kleopatra Thea
Antiochos VI. Dionysos
Alexander II. Zabinas (angeblicher Sohn Alexanders I.)